# Aeródromo Juan Kemp
El Aeródromo Juan Kemp (OACI: SCJK) es un terminal aéreo ubicado 30 kilómetros al sureste de Rupanco, Provincia de Osorno, Región de Los Lagos, Chile. Es de propiedad privada.